# Zwartkintrap
De zwartkintrap (Heterotetrax vigorsii synoniem: Eupodotis vigorsii) is een vogel uit de familie van de trappen (Otididae). De vogel is genoemd naar de Ierse ornitholoog Nicholas Aylward Vigors.

## Verspreiding en leefgebied
Deze soort komt voor in zuidelijk Afrika en telt twee ondersoorten:
- H. v. namaqua: zuidelijk Namibië en de noordwestelijke Kaapprovincie (Zuid-Afrika).
- H. v. vigorsii: van Vrijstaat tot de zuidelijke Kaapprovincie (Zuid-Afrika).